# Resolució 949 del Consell de Seguretat de les Nacions Unides
La Resolució 949 del Consell de Seguretat de les Nacions Unides fou adoptada per unanimitat el 15 d'octubre de 1994. Després de recordar les resolucions 687 (1991), 689 (1991), 773 (1992), 806 (1993) i 833 (1993) sobre Iraq el Consell, sota el Capítol VII de la Carta de les Nacions Unides, va exigir que l'Iraq lestropes recentment desplegades a la frontera amb Kuwait o afrontés les conseqüències.
El Consell va observar les amenaces iraquianes i l'ús de la força contra els països veïns i que aquestes amenaces o accions provocadores constitueixen una amenaça per a la pau i la seguretat regionals. Va estar decidit a impedir que l'Iraq recorri a les amenaces i la intimidació dels països veïns i a les Nacions Unides, i es van acollir esforços diplomàtics. El Consell va subratllar que l'Iraq era responsable de les conseqüències de qualsevol incompliment de la resolució actual.
Es va observar que l'Iraq havia afirmat que estava disposat a resoldre el problema de la sobirania de Kuwait de manera positiva, però va instar a l'Iraq a respectar la integritat territorial de Kuwait, la sobirania i les fronteres, tal com cal en les resolucions 687 i 833. Van ser condemnats els desplegaments militars iraquians recents a prop de la frontera de Kuwait, amb la resolució demanant que totes les tropes desplegades al sud d'Iraq es retirin immediatament. També va exigir que aquestes accions no tornessin a ocórrer i que l'Iraq cooperés amb la Comissió Especial de les Nacions Unides.
L'endemà de l'aprovació de la Resolució 949, l'Iraq va començar a retirar les seves forces.